# مورغان ستيوارت
مورغان ستيوارت (بالإنجليزية: Morgan Stuart)‏ هي لاعبة كرة لينة أمريكية، ولدت في 8 فبراير 1989 في لونغ بيتش في الولايات المتحدة.